# 한국형 소형무장 헬리콥터
한국형 소형무장 헬기(KLAH)는 한국항공우주산업(KAI)이 수리온에 이어 개발한 소형 무장헬기이다.

## 개요
2022년 12월 22일 한국항공우주산업은 방위사업청과 소형 무장헬기의 최초 양산사업을 계약했다고 23일 밝혔다. 2031년까지 지속해서 항공기를 제작 및 납품하기로 하였다.
참고로 한국형 소형무장 헬기는 2015년 6월 개발에 착수해, 2019년 7월 초도비행에 성공했고, 이어 2월에는 캐나다 옐로나이프에서 진행된 국외 저온 비행시험도 성공적으로 마무리했다.
또한 한국항공우주산업은 추후 한국형 고기동 헬리콥터도 개발할 예정이라고 밝히고있다.

## 무장
스마트 다기능 시현기(SMFD) 및 통합 전자지도 컴퓨터(IDMC) 등 첨단 항공 전자장비, 20mm 유도탄발사대형 기관총과 공대지유도탄, 로켓 등의 무장을 운용한다.

## 같이 보기
- 수리온
- 마린온